# 苇子沟站
苇子沟站（： Wijaguyeog）是位于中华人民共和国吉林省图们市苇子沟村的一个铁路车站，建于1933年，有长图铁路经过该站，现仅办理货运业务，车站及其上下行区间均未电气化。车站距离长春站509公里，隶属沈阳局集团，是四等站。
1. ↑  铁道部电子计算技术中心, 铁道部运输局. . 北京: 中国铁道出版社. 1998: 161. ISBN 9787113030995.